# Žytomyrs'ka
Žytomyrs'ka (in ucraino Житомирська?, ) è una stazione della linea Svjatošyns'ko-Brovars'ka, la linea 1 della metropolitana di Kiev. È stata inaugurata il 24 maggio 2003.